# Hydnophytum ovatum
Hydnophytum ovatum är en måreväxtart som beskrevs av Friedrich Anton Wilhelm Miquel. Hydnophytum ovatum ingår i släktet Hydnophytum och familjen måreväxter.
Artens utbredningsområde är Moluckerna. Inga underarter finns listade i Catalogue of Life.